# Australische Zyklonsaison 2023–2024
Die Australische Zyklonsaison 2023–2024 ist eine Zyklonsaison in den Gewässern zwischen 90° und 160° östlicher Länge, die Australien und Teile von Indonesien und Papua-Neuguinea umgeben. Die Saison begann zwar offiziell am 1. November 2023 und endete am 30. April 2024, doch können sich tropische Wirbelstürme in diesem Gebiet jederzeit bilden, sodass zu dieser Saison alle Systeme zählen, die sich zwischen dem 1. Juli 2023 und dem 30. Juni 2024 bildeten. Während der Saison werden tropische Wirbelstürme offiziell von einem der drei Tropical Cyclone Warning Centers (TCWCs) für die Region überwacht, die vom australischen Bureau of Meteorology (BoM), dem Papua New Guinea National Weather Service und der indonesischen Meteorology, Climatology, and Geophysical Agency betrieben werden. Das Joint Typhoon Warning Center (JTWC) der Vereinigten Staaten und andere nationale Wetterdienste, darunter Météo-France und der Fiji Meteorological Service (FMS), überwachen die Region während der Saison ebenfalls.

## Saisonprognosen
Vor dem offiziellen Beginn der Saison am 1. November veröffentlichten jeweils das australische Bureau of Meteorology und das neuseeländische National Institute of Water and Atmospheric Research (NIWA) einen Ausblick, in dem die kommende Saison erörtert wurde. Diese Prognosen berücksichtigten eine Vielzahl von Faktoren, wie etwa ein sich entwickelndes El-Niño-Ereignis und frühere Zyklonsaisons wie 1972–73, 1982–83, 1997–98, 2009–10 und 2015–16. In ihrer saisonalen Prognose für die australische Region ging das BoM mit einer Wahrscheinlichkeit von 80 % davon aus, dass die gesamte Region zwischen 90 °O und 160 °O unter ihrem langfristigen Durchschnitt von 11 tropischen Wirbelstürmen liegen würde, da während El Niño typischerweise weniger Zyklone in der Region auftreten. Auch tritt der erste Zyklon in solchen Jahren später in der Saison als üblich auf. Ebenso prognostizierten sie mit 61 bis 76 % Wahrscheinlichkeit, dass jede ihrer selbst definierten westlichen, nördlichen, nordwestlichen und östlichen Teilregionen eine unterdurchschnittliche Aktivität tropischer Wirbelstürme verzeichnen würde.
Das BoM veröffentlichte zudem eine Saisonprognose, in der die Aktivität tropischer Wirbelstürme über dem Südpazifik für ihre selbst definierten westlichen (zwischen 142,5 und 165° O) und östlichen Südpazifikregionen (zwischen 165° O und 120° W) erörtert wurde. Im Rahmen dieser Prognose wurde vorhergesagt, dass die westliche Region eine unterdurchschnittliche Aktivität aufweisen würde, während die östliche Region mit einer Wahrscheinlichkeit von 60 % eine über dem Durchschnitt liegende Aktivität von 6 Zyklonen verzeichnen würde. Zusammen mit anderen pazifischen meteorologischen Diensten trug das BoM zur NIWA-Prognose für die tropischen Wirbelstürme im Südwestpazifik bei, die vorhersagte, dass neun bis vierzehn tropische Wirbelstürme zwischen 135° O und 120° W auftreten würden. Es wurde erwartet, dass mindestens vier bis acht dieser Systeme sich weiter verstärken und zu schweren tropischen Zyklonen der Kategorie 3, 4 oder 5 auf der australischen Intensitätsskala werden.

## Saisonverlauf
| Kategorie       | Wind 10 min. andauernd | Böen         |
| --------------- | ---------------------- | ------------ |
| Tropisches Tief | <63 km/h               | –            |
| Eins            | 63–88 km/h             | <125 km/h    |
| Zwei            | 89–117 km/h            | 125–164 km/h |
| Drei            | 118–159 km/h           | 165–224 km/h |
| Vier            | 160–199 km/h           | 225–279 km/h |
| Fünf            | ≥200 km/h              | >279 km/h    |

Die Saison begann offiziell am 1. November, jedoch bildete sich das erste Sturmsystem erst Anfang Dezember, als es als tropisches Tief aus dem Südpazifik in das Becken gelangte. Das Tief wurde am 5. Dezember zu einem Zyklon, der den Namen Jasper erhielt. Dieser verstärkte sich am nächsten Tag zum ersten schweren tropischen Wirbelsturm der Saison. Jasper traf später am 13. Dezember als tropischer Wirbelsturm der Kategorie 2 im hohen Norden von Queensland auf Land und führte dort nach tagelangen Regenfällen zu schweren Überschwemmungen, die Stromausfälle verursachten, Infrastruktur stark beschädigten und Evakuierungen erforderten. Nach einer deutlichen Abschwächung der Aktivität bildeten sich am 10. bzw. 11. Januar die tropischen Tiefs 04U und 03U. Das tropische Tief 05U bildete sich am 12. Januar. 04U verstärkte sich weiter zu einem tropischen Kategorie-3-Zyklon mit dem Namen Anggrek und 05U ebenfalls zu einem Kategorie-3-Zyklon, der den Namen Kirrily erhielt.

## Stürme

### Schwerer Tropischer Zyklon Jasper

#### Meteorologischer Verlauf
Am 2. Dezember berichtete das BoM, dass sich im Südpazifik östlich der Salomonen im Verantwortungsbereich von Fidschi die tropische Störung 03F gebildet habe, die in Tropical Low 02U umbenannt wurde. Zwei Tage später, am 4. Dezember um 00:00 UTC, würde das System in den australischen Verantwortungsbereich gelangen. Das JTWC gab später am Tag eine Warnung zur Bildung eines tropischen Wirbelsturmes (Tropical Cyclone Formation Alert (TCFA)) heraus und prognostizierte eine hohe Wahrscheinlichkeit für die Entwicklung eines schweren tropischen Zyklons. Später am nächsten Tag gab das JTWC daraufhin Warnungen zu dem System aus und stufte es als Tropical Cyclone 03P ein. Das BoM folgte daraufhin diesem Beispiel und stufte es zu einem tropischen Zyklon der Kategorie 1 hoch, dem es den Namen Jasper gab.
Jasper begann wegen eines östlich gelegenen äquatorialen Hochdruckrückens nach Süden zu ziehen. Am nächsten Tag entwickelte sich das Zentrum des Zyklons weiter, wobei Konvektionsbänder begannen, sich um das Zentrum zu wickeln, was das JTWC dazu veranlasste, das System zu einem Zyklon der Kategorie 1 hochzustufen. Das BoM stufte Jasper, der sich aufgrund der warmen Meeresoberflächentemperaturen und geringer Windscherung schnell entwickelte, zu einem Zyklon der Kategorie 2 und später zu einem Zyklon der Kategorie 3 hoch. Um den Sturm bildeten sich Konvektionsbänder und auf den Satellitenbildern wurde ein Sturmauge erkennbar. Am nächsten Tag verstärkte Jasper sich weiter und zu einem schweren tropischen Zyklon der Kategorie 4. Kurz darauf begann Jasper schwächer zu werden, sein Auge füllte sich mit Wolken und die tiefe Konvektion erodierte aufgrund der Mitnahme trockener Luft. Jasper verstärkte sich anschließend erneut und traf am 13. Dezember um 7:00 UTC als tropischer Wirbelsturm der Kategorie 2 in Wujal Wujal, Queensland, auf Land. Danach schwächte sich Jasper weiter ab und wurde um 11:00 UTC zu einem tropischen Wirbelsturm der Kategorie 1. Um 13:00 UTC wurde er offiziell zu einem ehemaligen tropischen Wirbelsturm herabgestuft, dessen Standort auf 165 km nordwestlich von Cairns und 75 km südwestlich von Cooktown geschätzt wurde. Das BoM gab dem tropischen Tief am 15. Dezember eine moderate Wahrscheinlichkeit, sich ab 20. Dezember erneut zu einem Zyklon zu verstärken. Der sich langsam bewegende Ex-Zyklon führte im Norden von Queensland zu tagelangen, starken Niederschlägen. In einigen Gebieten um Port Douglas und nördlich von Cairns fiel in wenigen Tagen mehr als 1000 mm Regen.

#### Vorbereitungen und Auswirkungen

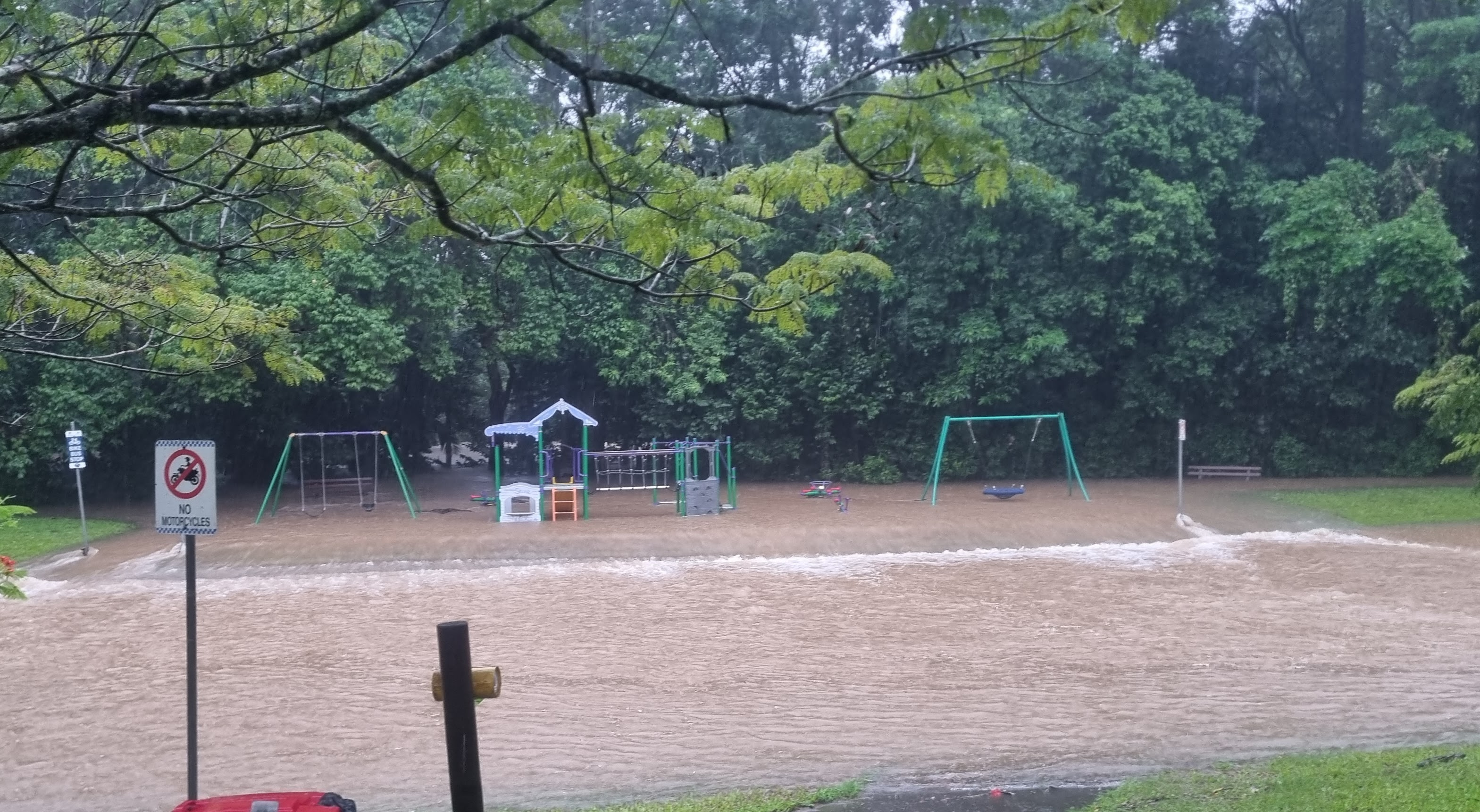
Ein durch einen über die Ufer getretenen Bach überfluteter Park in Redlynch, Queensland am 17. Dezember

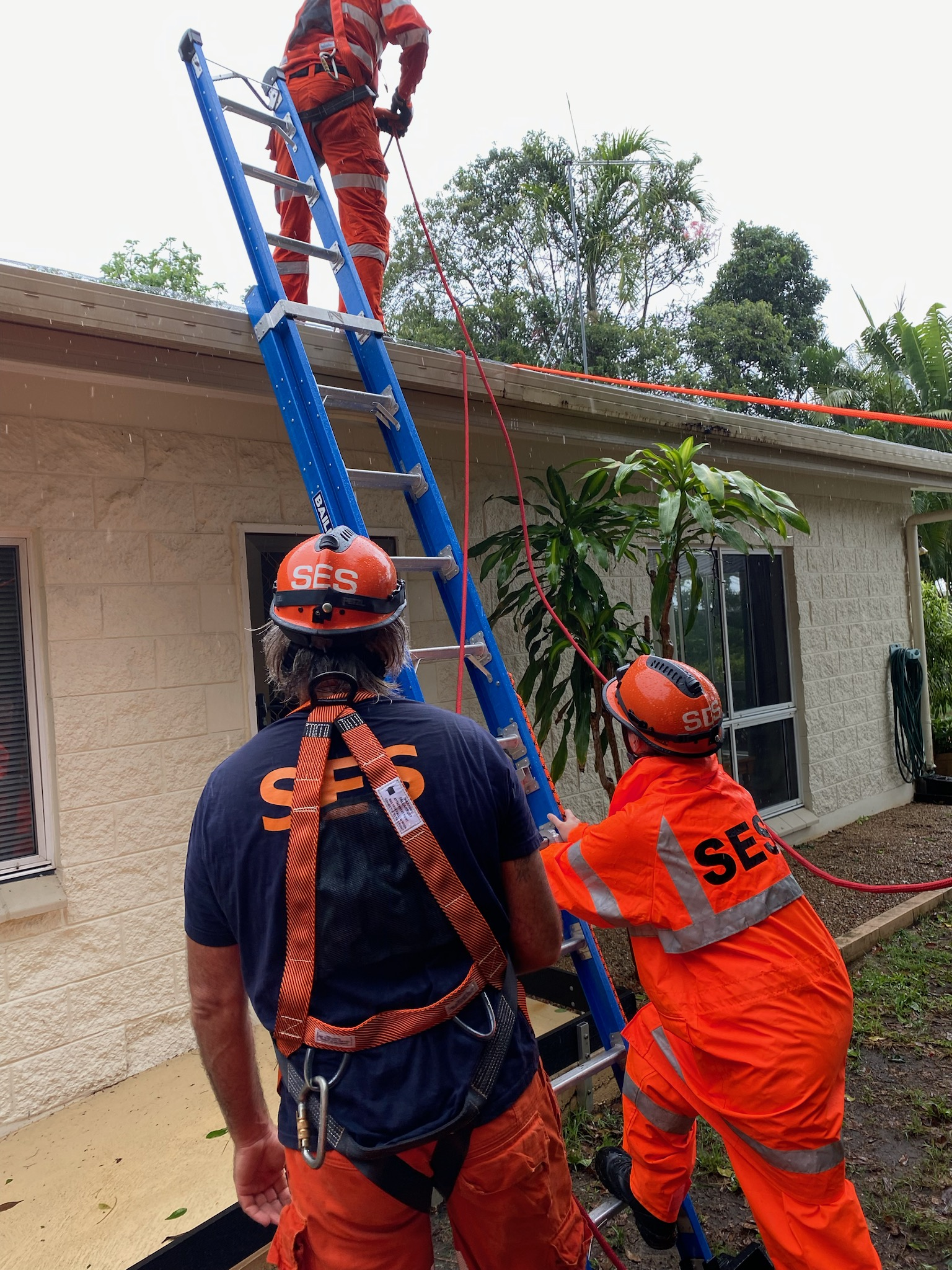
Freiwillige des Queensland State Emergency Service reparieren ein durch Jasper beschädigtes Hausdach

Meteorologen einer Station auf der rund 450 km von Australien entfernt gelegenen Willis Island im Korallenmeer wurden vor Eintreffen des Zyklons am 9. Dezember durch die HMAS Brisbane der Royal Australian Navy evakuiert. Am Cairns Airport wurden alle Flüge vom 13. Dezember verschoben. Viele Betriebe blieben zu.
Yandill im Einzugsgebiet des Daintree Rivers verzeichnete innerhalb von 24 Stunden 624 mm Regen, während Diwan genau 500 mm verzeichnete. Zahlreiche Bäume kippten durch die Sturmböen um und Straßen blieben nach dem Sturm gesperrt, darunter der Captain Cook Highway zwischen Cairns und Port Douglas. In Far North Queensland verursachte Jasper Stromausfälle, die fast 40.000 Menschen betrafen. Ein Mann wurde am 15. Dezember nach schweren Gewittern in Murarrie in Brisbane bewusstlos in der Nähe umgestürzter Stromleitungen gefunden und starb wenig später an den Folgen des Stromschlags. Ein 10-jähriges Mädchen wurde durch Blitzschlag am 17. Dezember in Beerwah an der Sunshine Coast lebensgefährlich verletzt. Die starken Regenfälle hielten in Far North Queensland tagelang an und an zahlreichen Messstationen wurden Tagesniederschlagsrekorde für Dezember gebrochen. Der Daintree River erreichte einen neuen Rekordpegel und der Barron River seinen höchsten Wasserpegel seit 1977. In der Folge kam es in der Region zu teils meterhohen Überschwemmungen. Einige Menschen mussten sich auf Häuserdächer flüchten. Das Militär wurde zur Unterstützung eingesetzt. Erste 20 Personen der von Überflutungen besonders betroffenen Aborigine-Gemeinschaft Wujal Wujal wurden am 19. Dezember nach Cooktown evakuiert. Durch die Überflutungen wurde unter anderem auch der Palmerston Highway stark beschädigt, sodass der wichtigste Transportweg der Bananen- und Mangoplantagen vom Inland an die Küste unterbrochen wurde. Andere Landwirte verloren große Anteile ihrer Ernte durch die Überschwemmungen. Für den Tourismus in Queensland werden die Kosten durch Stornierungen auf etwa 60 Millionen Dollar geschätzt. Der durch den übergelaufenen Barron River überschwemmte Cairns Airport war Stand 18. Dezember immer noch geschlossen. Auch Schäden im Great Barrier Reef werden aufgrund der hohen Wellen während Zyklon Jasper befürchtet.

### Tropischer Zyklon Anggrek
Am 9. Januar informierte das BoM über die mögliche Bildung eines tropischen Tiefs im Indischen Ozean und bezeichnete es als 04U. Später am nächsten Tag berichtete das BoM von seiner Bildung nordwestlich der Kokosinseln. Am 11. Januar begann das JTWC das Tief zu beobachten. Drei Tage später gab dieses einen Tropical Cyclone Formation Alert (TCWC) heraus, in Erwartung einer Weiterentwicklung zu einem Zyklon.
Am 15. Januar berichtete das JTWC, dass sich das System zu einem tropischen Zyklon weiterentwickelt hatte. Das BoM folgte dem einige Stunden später. Da der Zyklon sich in ihrem Verantwortungsbereich befand, vergab das TCWC Jakarta den Namen Anggrek. Der Kategorie-1-Zyklon zog nach Südosten, bevor es die Zugrichtung nach Westen änderte und sich dabei nur langsam fortbewegte (1,9 km/h). Am 20. Januar intensivierte sich Anggrek zu einem Kategorie-2-Zyklon. Einige Tage später schwächte sich das System wieder zu einem Kategorie-1-Zyklon ab. Das System bewegte sich kaum fort. Die Meeresoberflächentemperaturen fielen in der Folge. Dennoch nahm Anggrek an Intensität zu und erreichte Windgeschwindigkeiten von 45 Knoten (10-minütig). Die Bedingungen für eine weitere Entwicklung waren günstig. Die Meeresoberflächentemperaturen entlang der prognostizierten Zugbahn nach Südsüdwesten lagen bei etwa 28 °C. Am 24. Januar erreichte der Zyklon die Kategorie 3. Am Folgetag verließ er den Zuständigkeitsbereich des BoM und zog in die Südwestindik-Region, wo Météo-France die Beobachtung des Zyklons übernahm.

### Tropisches Tief 03U
Am 7. Januar informierte das BoM über die mögliche Bildung eines tropischen Tiefs nahe Kimberley aufgrund der erwarteten Entwicklung eines Monsuntrogs am Top End. Es erhielt die Bezeichnung 03U. Vier Tage später berichtete das BoM über die Bildung des erwarteten Tiefs über dem südlichen Joseph Bonaparte Gulf innerhalb des Trogs. Das JTWC beobachtete das Tief vom 14. bis 18. Januar. Das BoM beobachtete es noch einige Tage länger bis zum 23. Januar.
Das Tief brachte Monsunregen ins Northern Territory. Über einige Tage fielen teils 300 bis 600 mm Niederschläge, was dem drei- bis vierfachen des Monatsdurchschnitts für die Region entspricht. Besonders stark fielen die Niederschläge in Wadeye (661 mm), Birrimba (435 mm), Tipperary (429 mm) und Victoria River Downs (405 mm) aus. Für das Top End und zentrale Teile des Northern Territory wurden Warnungen ausgegeben. Hochwasserwarnungen gab es für den Tully River und in niedrigerer Einstufung für den Murray River in Queensland.

### Tropischer Zyklon Kirrily
Neben 04U berichtete das BoM am 9. Januar auch über die mögliche Bildung eines tropischen Tiefs innerhalb des Monsuntrogs über dem Golf von Carpentaria. Es erhielt die Bezeichnung 05U. Drei Tage später informierte das BoM über dessen Bildung im Osten des Golfes. Am 17. Januar begann das JTWC mit der Beobachtung des Systems, das für eine weitere Entwicklung günstige Bedingungen aufwies. Zwei Tage später gab das JTWC einen Tropical Cyclone Formation Alert aus. Am 21. Januar begann das BoM Warnungen für das System herauszugeben. Es wurde eine Intensivierung über die nächsten 24 Stunden im Korallenmeer und langsame Zugrichtung zur Küste von Queensland mit einem Auftreffen voraussichtlich zwischen Cairns und Mackay in einigen Tagen prognostiziert. Das JTWC kategorisierte das System zwei Tage später als tropischer Zyklon 07P. Am darauffolgenden 24. Januar stufte das BoM das System zu einem Kategorie-1-Zyklon auf, an den es den Namen Kirrily vergab. Das System entwickelte sich zu einem Kategorie-3-Zyklon weiter mit Böen von 170 km/h (105 mph) und traf am 25. Januar bei Townsville auf die Küste von Queensland. Das BoM hebte seine Warnungen am Folgetag auf.
Am 25. Januar verursachte Kirrily Stromausfälle in Townsville, die etwa 34.000 Häuser und Geschäfte betrafen. In einigen Gebieten von Queensland fiel innerhalb von 24 Stunden bis zu 300 mm Niederschlag. Queensland Rail stellte vorübergehend alle Bahnfahrten nördlich von Rockhampton ein. Mehr als 100 Schulen sowie der Townsville International Airport wurden geschlossen. Aus dem ehemaligen Zyklon entstanden schwere Unwetter. Im Nordwesten von Queensland fielen innerhalb von 24 Stunden in Seymour Gap 256 mm Regen und in Kirby 244 mm.

### Subtropisches Tief 06U
Am 29. Januar berichtete das BoM, dass in einigen Tagen die Bildung eines subtropischen Tiefs vor der Küste Ostaustraliens erwartet würde, welches die Bezeichnung 06U erhielt. Das sich gebildete Tief bewegte sich ostwärts und verließ den Verantwortungsbereich des BoM und betrat den des Fiji Meteorological Service (FMS). Drei Tage später kehrte das Tief zurück in den Verantwortungsbereich des BoM. Es verließ diesen am 7. Februar wieder.

### Tropischer Zyklon Lincoln
Am 6. Februar sagte das BoM in wenigen Tagen die Bildung eines Tiefs im Norden Australiens zwischen dem Joseph Bonaparte Gulf und dem Gulf of Carpentaria voraus, das die Identifizierung 07U erhielt. Am 13. Februar berichtete es schließlich die Bildung des Tiefs über dem westlichen Gulf of Carpentaria und warnte vor stürmischen Winden und heftigen Regenfällen an der Künstenregion. Nach einer Intensivierung des Systems zu einem Kategorie-1-Zykon gab das BoM ihm am 16. Februar den Namen Lincoln. Lincoln traf gegen 16 Uhr Lokalzeit im südlichen Gulf of Carpentaria südlich von Port McArthur auf Land. Gegen Abend verlor das System an Intensität und wurde zu einem tropischen Tief herabgestuft. In einem Zeitfenster von 24 Stunden fielen 202 mm Regen auf der zu den Sir-Edward-Pellew-Inseln gehörenden Centre Island. Das tropische Tief zog langsam weiter westwärts über das Northern Territory. Das BoM warnte dort in einer Reihe von nördlichen Bezirken vor Sturzfluten. In Tennant Creek in der Barkly Region wurden 138,4 mm Niederschläge innerhalb von 24 Stunden verzeichnet.

### Schwerer Tropischer Zyklon Neville
Am 10. März wurde für das tropische Tief mit der Nummer 08U ein Tropical Cyclone Formation Alert ausgegeben. Am 20. März berichtete das BoM die Entwicklung zum Kategorie-1-Zyklon und vergab den Namen Neville. Seine höchste Intensität erreichte Neville am 22. März mit 10-minütig andauernden Windgeschwindigkeiten von 175 km/h und einem zentralen Luftdruck von 952 hPa.

### Schwerer Tropischer Zyklon Megan
Am 4. März sagte das BoM die mögliche Bildung eines tropischen Tiefs mit der Nummer 09U im Indischen Ozean südlich von Sumatra oder Java voraus mit einer geringen Wahrscheinlichkeit für eine Entwicklung zum Zyklon und einer Zugrichtung nach Südosten. Am 12. März wurde eine weitere Zugrichtung durch die Timorsee nach Ostsüdost vorhergesagt und das Erreichen der Westküste des Top Ends im australischen Northern Territory als tropisches Tief für den 14. März. Am 15. März gab das JTWC einen Tropical Cyclone Formation Alert aus. Es prognostizierte eine Zugrichtung ostwärts in den Golf von Carpentaria und eine hohe Wahrscheinlichkeit für die Formierung eines Zyklons. Megan traf am 18. März als Kategorie-3-Zyklon im Northern Territory auf die australische Küste.

### Schwerer Tropischer Zyklon Olga
Am 30. März bemerkte das BoM nördlich von Western Australia die mögliche Bildung eines tropischen Tiefs, das die Nummer 11U erhielt. Das System entwickelte sich weiter, sodass das JTWC am 4. April einen TCFA ausgab. Am 6. April berichtete das BoM, dass es die Kategorie 1 erreicht hatte und gab dem Zyklon den Namen Olga. Später am selben Tag (gegen 6 Uhr AWST des 7. Aprils) hatte Olga sich laut dem BoM zu einem Kategorie-3-Zyklon intensiviert. Am 7. April erreichte Zyklon Olga die Kategorie 4 und seine maximale Intensität mit 10-minütig anhaltenden Windgeschwindigkeiten von 185 km/h bei einem zentralen Luftdruck von 945 hPa. Nachdem es sich abgeschwächt hatte stufte das BoM das System am 9. April nach Daten von 18:00 UTC zu einem tropischen Tief herab.

### Tropischer Zyklon Paul
Am 8. April sagte das BoM die mögliche Bildung eines kleinen tropischen Tiefs entlang eines Trogs im äußersten Norden des Korallenmeers nahe des Louisiade-Archipels im Südosten von Papua-Neuguinea voraus und vergab im Voraus die Nummer 13U. Ende des 9. Aprils wurde immer noch im Norden des Korallenmeers positioniert die Bildung des Tiefs berichtet und eine Zugrichtung zunächst gen Süden oder Südosten vorausgesagt sowie eine geringe Wahrscheinlichkeit für eine Weiterentwicklung zu einem Zyklon. Zyklon Paul wurde am 10. April durch das BoM benannt. Das System bewegte sich am 11. April weiter nach Südosten und eine weitere Intensivierung zu einem Kategorie-3-Zyklon wurde aufgrund günstiger Entwicklungsbedingungen als wahrscheinlich angesehen. Später am selben Tag erreichte Paul seine maximale Intensität mit 10-minütig anhaltenden Windgeschwindigkeiten von bis zu 95 km/h bei einem zentralen Luftdruck von 991 hPa. Am Folgetag wurde das System zu einem Tief herabgestuft.

### Tropisches Tief 12U
Am 4. April sagte das BoM die mögliche Bildung eines tropischen Tiefs in der Arafurasee nahe dem Top End „Anfang bis Mitte nächster Woche“ voraus, welches die Nummer 12U erhielt. Am 7. April wurde die Prognose auf „Ende nächster Woche“ verschoben. Am 11. April wurde eine auf „sehr gering“ gesunkene Wahrscheinlichkeit für eine weitere Entwicklung zu einem Zyklon angegeben, jedoch die Beobachtung weiter fortgesetzt. Am Folgetag wurde ein weiterer Zug von 12U in der Arafurasee nach Westen Richtung Osttimor prognostiziert. Das System wies eine schwache Zirkulation auf und schwächte sich am Folgetag weiter ab.

### Tropisches Tief 16U
Ein weiteres tropisches Tief bildete sich am 4. Mai in der Bandasee.

## Sturmnamen

### Bureau of Meteorology
Wird ein tropisches Tief im Verantwortungsbereich des australischen Bureau of Meteorology zum Zyklon, wird diesem ein Name nach der folgenden Liste gegeben:
- Jasper
- Kirrily
- Lincoln
- Megan
- Neville
- Olga
- Paul
- Robyn (ungenutzt)
- Sean (ungenutzt)
- Taliah (ungenutzt)
- Vince (ungenutzt)
- Zelia (ungenutzt)

### TCWC Jakarta
Im Zuständigkeitsbereich des Tropical Cyclone Warning Centres (TCWC) Jakarta in Indonesien wird folgende Namensliste verwendet:
- Anggrek
- Bakung (ungenutzt)
- Cempaka (ungenutzt)
- Dahlia (ungenutzt)
- Flamboyan (ungenutzt)
- Lili (ungenutzt)

### TCWC Port Moresby
Im Zuständigkeitsbereich des Tropical Cyclone Warning Centres (TCWC) Port Moresby in Papua-Neuguinea wird folgende Namensliste verwendet:
- Hibu (ungenutzt)
- Ila (ungenutzt)
- Kama (ungenutzt)
- Lobu (ungenutzt)
- Maila (ungenutzt)
- Alu (ungenutzt)
- Buri (ungenutzt)
- Dodo (ungenutzt)
- Emau (ungenutzt)
- Fere (ungenutzt)

## Auswirkungen
| Name             | Zeitraum                  | Kategorie          | Windgeschwindigkeit (km/h) | Luftdruck (hPa) | Betroffene Gebiete                    | Schäden (USD) | Tote | Verletzte |
| ---------------- | ------------------------- | ------------------ | -------------------------- | --------------- | ------------------------------------- | ------------- | ---- | --------- |
| Jasper           | 4. bis 18. Dezember 2023  | Kategorie-4-Zyklon | 195                        | 938             | Salomonen, Far North Queensland       | unbekannt     | 1    | ≥1        |
| Anggrek          | 10. Januar – 25. Januar   | Kategorie-3-Zyklon | 150                        | 974             | –                                     |               | 0    |           |
| 03U              | 11. Januar – 23. Januar   | Tropisches Tief    | ohne Angabe                | 991             | Northern Territory, Western Australia | unbekannt     | 0    |           |
| Kirrily          | 12. Januar – 3. Februar   | Kategorie-3-Zyklon | 120                        | 980             | Queensland                            | unbekannt     | 0    |           |
| 06U              | 30. Januar – 7. Februar   | Tropisches Tief    | ohne Angabe                | ohne Angabe     |                                       | unbekannt     | 0    |           |
| Lincoln          | 13. Februar – ?           | Kategorie-1-Zyklon | 75                         | 996             | Northern Territory, Queensland        | unbekannt     | 0    |           |
| Neville          | 4. März – ?               | Kategorie-4-Zyklon | 175                        | 952             | Kokosinseln, Weihnachtsinsel          |               | 0    |           |
| Megan            | 13. März – 21. März       | Kategorie-3-Zyklon | 140                        | 967             | Northern Territory, Queensland        |               | 0    |           |
| 10U              | 14. März – 14. März       | Tropisches Tief    | ohne Angabe                | 1003            | Kap-York-Halbinsel                    |               | 0    |           |
| Olga             | ab 3. April               | Kategorie-4-Zyklon | 118                        | 945             | Kleine Sundainseln                    |               | 0    |           |
| Paul             | 10. April – ?             | Kategorie-2-Zyklon | 95                         | 991             |                                       |               |      |           |
| 12U              | ab 12. April              | Tropisches Tief    | ohne Angabe                | ohne Angabe     |                                       |               | 0    |           |
| 16 U             | 4. Mai – 5. Mai           | Tropisches Tief    | ohne Angabe                | ohne Angabe     |                                       |               | 0    |           |
| Saison insgesamt |                           |                    |                            |                 |                                       |               |      |           |
| 13 Systeme       | 4. Dezember 2023 – 5. Mai |                    | 195                        | 938             |                                       | unbekannt     | 1    | ≥1        |